# LEDA 14
LEDA 14는 물고기자리 방향에 위치한 타원 은하이다.